# Провулок Михайла Кравця (Мелітополь)
Провулок Михайла Кравця — провулок в Мелітополі. Починається проїздом з вулиці Михайла Кравця, йде паралельно їй і закінчується перехрестям з вулицею Чкалова.

## Назва
Провулок названий на честь Михайла Кравця (1923—1975), уродженця Запорізької області, старшини Радянської Армії, учасника Другої світової війни, Героя Радянського Союзу.

## Історія
Рішення про прорізку та найменування вулиці було ухвалено 7 грудня 1954 року. Перша назва провулка була Ленінградський.
В 2016 році в ході декомунізації провулок перейменований на провулок Михайла Кравця.
7 квітня 2023 року, під час Російського вторгнення в Україну, російська окупаційна влада Мелітополя видала наказ про повернення провулки назви Ленінградський. При цьому ім'я Михайла Кравця було передано Ногайській вулиці і номерним Ногайським провулкам.